# جوایز بین‌المللی امی
جوایز بین‌المللی امی جوایزی است که توسط آکادمی بین‌المللی علوم و هنرهای تلویزیونی (IATAS) برای قدردانی از بهترین برنامه‌های تلویزیونی که در ابتدا در خارج از آمریکا تولید و پخش شده‌اند، اعطا می‌شود. این جوایز در مراسم بین‌المللی جوایز امی که هر ساله در ماه نوامبر در شهر نیویورک برگزار می‌شود، اهدا می‌شود. نخستین مراسم بین‌المللی امی در سال ۱۹۷۳ برگزار شد و جوایز امی را که در ابتدا فقط برای آمریکا بود، گسترش داد.

## دسته‌بندی‌ها

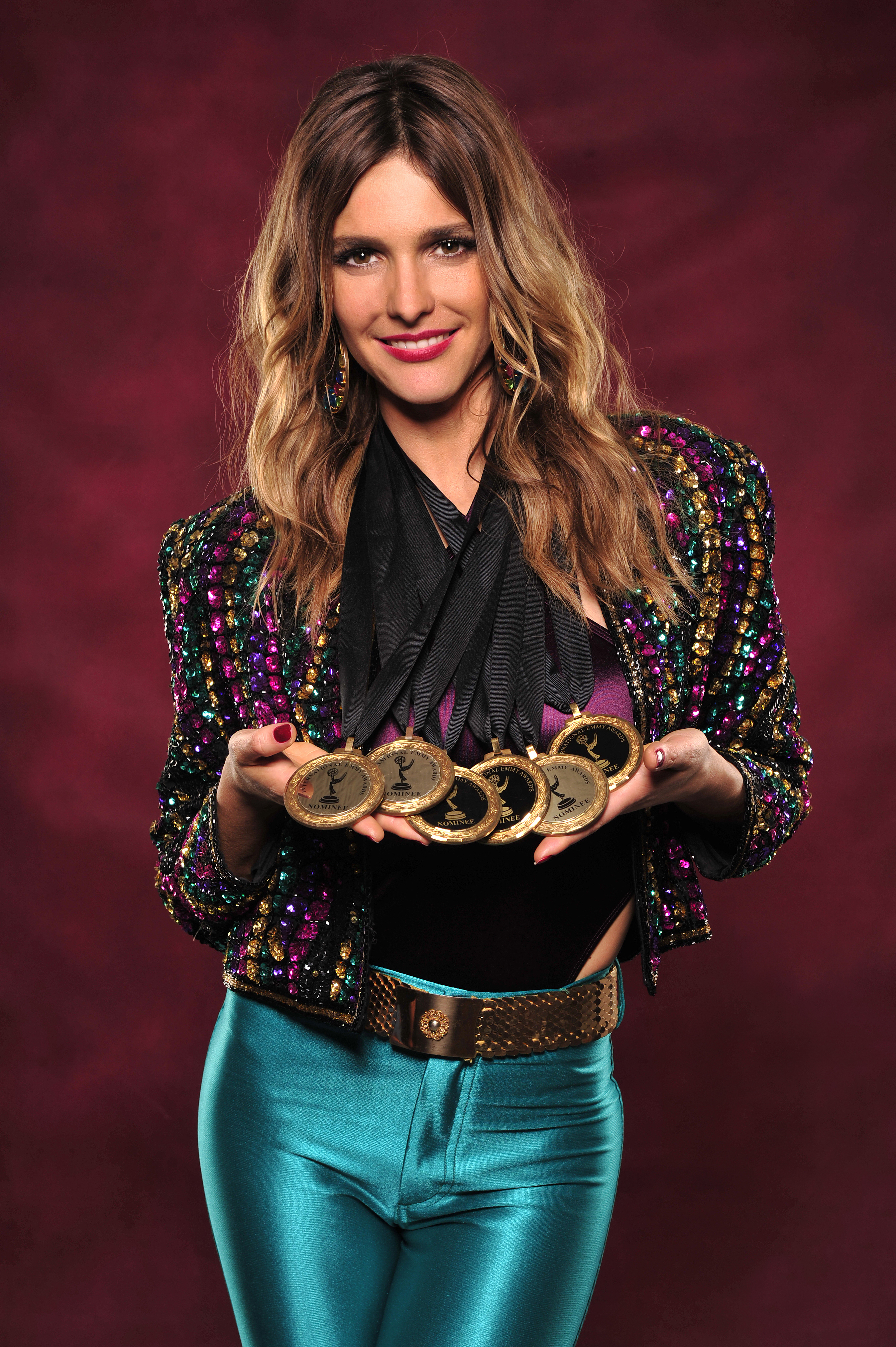
فرناندا لیما بازیگر برزیلی شش مدال نامزدی رد گلوبو در سال ۲۰۱۲ را در دست دارد

### دسته‌بندی برنامه‌ها
- برنامه‌نویسی هنر
- سریال کمدی
- امور جاری* (ارائه‌شده در جایزهٔ اخبار و مستند امی، اکتبر، نیویورک)
- مستند
- سریال درام
- اخبار (ارائه‌شده در جایزهٔ اخبار و مستند امی، اکتبر، نیویورک)
- برنامه پرایم‌تایم آمریکا غیرانگلیسی‌زبان
- سرگرمی بدون اسکریپت
- تلنوولا
- سری کوتاه فرم* (افزوده‌شده در سال ۲۰۱۷)
- فیلم تلویزیونی یا مینی‌سریال

### اجرا
- بهترین اجرای یک بازیگر مرد
- بهترین اجرای یک بازیگر زن

### دسته‌بندی‌های کودکان[۲]
(به‌عنوان بخشی از میپ جونیور در جوایز بین‌المللی امی کودکان، ارائه شد)
- کودکان: انیمیشن
- کودکان: واقعی و سرگرمی
- کودکان: اکشن زنده